# Ki no Tomonori
Ki no Tomonori (紀 友則, ca. 850 – ca. 904) est un poète de waka de la cour du début de l'époque de Heian. Cousin de Ki no Tsurayuki avec qui il participa à la compilation du Kokin Wakashū (Anthologie de waka anciens et modernes), il fut également choisi parmi les Trente-six grands poètes.
Poète reconnu dans les milieux littéraires du début de l'époque Heian, il occupe un poste de secrétaire principal au palais lorsqu'il est nommé compilateur de la première anthologie de poésie japonaise par l'empereur Daigo en 905. Le Kokin Wakashū se devait d'être une compilation rassemblant poètes du passé et du présent afin de prouver la grandeur de la poésie japonaise face à la poésie chinoise, très pratiquée à la cour. Les compilateurs étaient au nombre de quatre, mais Ki no Tomonori est cité en premier dans la préface en chinois de l'œuvre, ce qui peut laisser penser qu'il était considéré comme le poète le plus important au moment de la compilation. Cependant, il ne vit pas l'aboutissement de la compilation et mourut avant l'achèvement de celle-ci. En effet, sa mort est relatée dans deux poèmes de deuil composés par Ki no Tsurayuki et Mibu no Tadamine.
Soixante quatre de ses poèmes ont été intégrés aux anthologies impériales, dont une grande partie dans le Kokin Wakashū. L'un d'entre eux a également été choisi dans le Hyakunin Isshu, où il occupe la 33e position. Une compilation privée, le Tomonori-shū rassemble ses œuvres.